# 托马什·默特尔
托马什·默特尔（捷克語：Tomáš Mertl，1986年3月11日—），捷克男子冰球运动员，场上位置是前锋。他曾代表捷克国家队参加2018年冬季奥林匹克运动会冰球比赛，获得第四名。